# Madagaskardvärguv
Madagaskardvärguv (Otus rutilus) är en fågel i familjen ugglor inom ordningen ugglefåglar.

## Utbredning och systematik
Madagaskardvärguv delas in i två underarter:
- Otus rutilus madagascariensis – förekommer på västra Madagaskar
- Otus rutilus rutilus – förekommer i regnskog på östra Madagaskar

## Status
IUCN kategoriserar arten som livskraftig.